# ジェームズ・ステュアート (第4代マリ伯爵)
第4代マリ伯爵ジェームズ・ステュアート（英語: James Stuart, 4th Earl of Moray、1653年3月4日没）は、スコットランド貴族。出生から1638年までドゥーン卿の儀礼称号を使用した。

## 生涯
第3代マリ伯爵ジェームズ・ステュアートとアン・ゴードン（初代ハントリー侯爵ジョージ・ゴードンの娘）の息子として生まれた。
1627年10月18日、マーガレット・ヒューム（Margaret Home、初代ヒューム伯爵アレクサンダー・ヒュームの娘）と結婚、4男4女を儲けた。
- メアリー（英語版）（1628年 – 1668年5月） - 1650年、第9代アーガイル伯爵アーチボルド・キャンベルと結婚、子供あり
- ジェームズ - 生涯未婚、早世
- アレクサンダー（1701年没） - 第5代マリ伯爵
- フランシス - 子供なし
- アーチボルド（1688年2月没） - スターリング城総督（英語版）。アン・ヘンダーソン（Anne Henderson、サー・ジョン・ヘンダーソン（英語版）の娘）と結婚、子供あり
- マーガレット - 初代ダッファス卿アレクサンダー・サザーランドと結婚
- ヘンリエッタ - 1662年、サー・ヒュー・キャンベル（Sir Hugh Campbell）と結婚
- アン（1719年没） - 1666年、デイヴィッド・ロス（David Ross）と結婚

1638年8月6日に父が死去すると、マリ伯爵の爵位を継承した。
1641年11月12日にチャールズ1世よりスパイニー城を与えられた。同時期のイングランド内戦では王党派だったものの、大きな役割を果たすことはなかった。
1653年3月4日に死去、長男が早世したため次男アレクサンダーが爵位を継承した。